# Jelisaveta Načićová

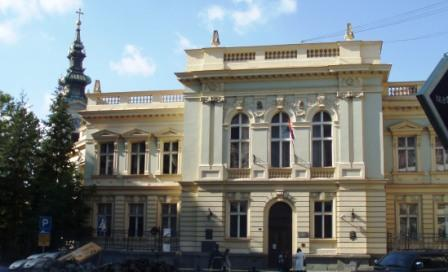
Základní škola, kterou navrhla Jelisaveta Načićová

Jelisaveta Načićová (v srbské cyrilici Јелисавета Начић; 31. prosince 1878 Bělehrad – 6. června 1955 Dubrovnik) byla první srbskou architektkou.
Jelisaveta studovala na katedře architektury Technické fakulty Veliké školy v Bělehradě (v té době jediné univerzity ve městě). Mezi její hlavní projekty patří budova základní škola „Krále Petra I.“ v blízkosti katedrálního chrámu v Bělehradě, dále kostel sv. Alexandra Něvského. Rovněž je autorkou kamenného schodiště na pevnosti Kalemegdan (naproti francouzské ambasády). V ateliéru Jelisavety Načićové byla rovněž odlita i socha Vítěze, hlavního symbolu města Bělehradu i pevnosti Kalemegdan. Je rovněž autorkou budovy jedné z bělehradských nemocnic; ta však byla zničena během bombardování města.[zdroj?]
Jelisaveta uspěla nejen jako vynikající student architektury, ale rovněž i díky tomu, že během svého působení na přelomu 19. a 20. století docházelo k bouřlivému rozvoji Bělehradu. Navrhla rovněž i budovu kostela v obci Štimlje na území dnešního Kosova.
Po první světové válce se Načićová přestala věnovat umělecké tvorbě a se svým manželem, se kterým se seznámila v zajateckém táboře v Maďarsku (kde byla v té době internována) se odstěhovala do Dubrovníku.